# Once in a Lifetime (Talking-Heads-Lied)
Once in a Lifetime ist ein Lied der Band Talking Heads, das im Jahr 1980 zuerst auf dem vierten Studioalbum der Gruppe, Remain in Light, veröffentlicht wurde und später als Single ausgekoppelt wurde. Das Stück wurde von David Byrne, Brian Eno, Chris Frantz, Jerry Harrison und Tina Weymouth geschrieben und von Eno produziert.
Das Lied wurde von der Kritik positiv bewertet und vom National Public Radio (NPR) als eines der 100 wichtigsten Werke der amerikanischen Musik des 20. Jahrhunderts bewertet.

## Musikvideo
Das Musikvideo zeigt einen Brille tragenden, wie eine Marionette tanzenden David Byrne.
Byrne wird gezeigt, wie er plötzlich seinen Arm schleudert, sich an den Kopf schlägt und auf Händen und Knien auf den Boden klopft, ähnlich den Bewegungen, die mit Marionetten gemacht werden. Im Hintergrund tanzen Kopien von Byrne in perfekter Synchronisation zur Musik, im Vordergrund gerät ein immer größerer werdender Byrne immer weiter aus der Synchronität. Das Video wird im New Yorker Museum of Modern Art gezeigt.
Regie wurde von der US-amerikanische Popsängerin, Choreografin und Schauspielerin Toni Basil und David Byrne geführt. Als Inspiration für die Choreografie sahen sich die beiden Archivmaterial von religiösen Ritualen an. Unter anderem Aufnahmen von Evangelisten, afrikanischen Stämmen, japanischen Sekten und Menschen in Trance. Eine weitere Inspiration war der Fernsehprediger Ernest Angley.

## Besetzung
Talking Heads
- David Byrne – Gesang, Gitarre
- Jerry Harrison – Synthesizer, Orgel, Begleitgesang
- Tina Weymouth – Bass, Begleitgesang
- Chris Frantz – Schlagzeug

Zusätzliche Musiker
- Brian Eno – Synthesizer, Perkussion, Begleitgesang
- Nona Hendryx – Begleitgesang
- Adrian Belew – Gitarre

## Rezeption
Das Lied der Talking Heads fand in den Filmen Rock Star, Zoff in Beverly Hills und Hot Tub – Der Whirlpool … ist ’ne verdammte Zeitmaschine Einsatz und wurde in den Fernsehserien Numbers (Folge 1×01), Chuck (Folge 2×13), Parenthood (Folge 1×02), Being Erica (Folge 3×05), Die Simpsons (Folge 25×18) und Solar Opposites (Folge 3x11)verwendet. Ebenso wird es im Trailer der Serie Upload verwendet.
Der Schauspieler Tom Hanks singt einige Zeilen des Liedes in der Eröffnungsszene des Films Ein Hologramm für den König von Tom Tykwer aus dem Jahr 2016.
Die Band PlayDis! coverte das Lied 2013. Diese Version ist auch im Vorspann der deutsch-französischen Fernsehserie About:Kate zu hören.

## Kommerzieller Erfolg

### Chartplatzierungen
Zur Zeit der Veröffentlichung hatte der Song nur moderaten Charterfolg. Die höchste Position erreichte er mit Position 14 in den UK Single Charts. Weitere Chartplatzierungen gab es in Belgien (23), den Niederlanden (24 oder 28). Die Live Version des Songs landete in Neuseeland auf Platz 15 und in den USA auf Platz 91.
| ChartsChartplatzierungen       | Höchstplatzierung | Wochen |
| ------------------------------ | ----------------- | ------ |
| Vereinigte Staaten (Billboard) | 91 (4 Wo.)        | 4      |
| Vereinigtes Königreich (OCC)   | 14 (10 Wo.)       | 10     |

### Auszeichnungen für Musikverkäufe
| Land/Region                  | Auszeichnungen für Musikverkäufe (Land/Region, Auszeichnung, Verkäufe) | Verkäufe |
| ---------------------------- | ---------------------------------------------------------------------- | -------- |
| Neuseeland (RMNZ)            | Platin                                                                 | 30.000   |
| Vereinigtes Königreich (BPI) | Platin                                                                 | 600.000  |
| Insgesamt                    | 2× Platin ·                                                            | 630.000  |